# Peperomia brevihirtella
Peperomia brevihirtella är en pepparväxtart som beskrevs av Truman George Yuncker. Peperomia brevihirtella ingår i släktet peperomior, och familjen pepparväxter. Inga underarter finns listade i Catalogue of Life.